# François Binet de Sainte-Preuve
 (août 2011).
Si vous disposez d'ouvrages ou d'articles de référence ou si vous connaissez des sites web de qualité traitant du thème abordé ici, merci de compléter l'article en donnant les références utiles à sa vérifiabilité et en les liant à la section « Notes et références ».
Francis Georges Binet de Boisgiroult, baron de Sainte-Preuve, né le 15 septembre 1800 à Londres et mort le 2 avril 1873 dans le 8e arrondissement de Paris, est un scientifique, mathématicien et physicien français.

## Biographie
De la famille Binet de Boisgiroult de Sainte Preuve, ancien élève du lycée de Marseille, passé par le Pensionnat normal et agrégé de sciences en 1821, après un début de carrière comme régent du Collège d'Avranches, enseigna notamment au lycée Charlemagne puis au collège Saint-Louis. 
Il fut l'un des fondateurs de l'École centrale des arts et manufactures en 1829. Il a collaboré à de nombreux dictionnaires et encyclopédies ainsi qu'à divers manuels scolaires.

## Publications partielles
- Alphonse Rabbe, Claude Vieilh de Boisjolin, François Binet de Sainte-Preuve (publié sous la direction de), Biographie universelle et portative des contemporains, ou, Dictionnaire historique des hommes vivants et des hommes morts depuis 1788 jusqu'à nos jours qui se sont fait remarquer par leurs écrits, leurs actions, leurs talents, leurs vertus ou leurs crimes, t. 1, Paris, F.G. Levrault, 1836 (lire en ligne).
- Alphonse Rabbe, Claude Vieilh de Boisjolin, François Binet de Sainte-Preuve (publié sous la direction de), Biographie universelle et portative des contemporains, ou, Dictionnaire historique des hommes vivants et des hommes morts depuis 1788 jusqu'à nos jours qui se sont faits remarquer par leurs écrits, leurs actions, leurs talents, leurs vertus ou leurs crimes, t. 2, Paris, F.G. Levrault, 1836 (lire en ligne)
- Alphonse Rabbe, Claude Vieilh de Boisjolin, François Binet de Sainte-Preuve (publié sous la direction de), Biographie universelle et portative des contemporains, ou, Dictionnaire historique des hommes vivants et des hommes morts depuis 1788 jusqu'à nos jours qui se sont faits remarquer par leurs écrits, leurs actions, leurs talents, leurs vertus ou leurs crimes, t. 3, Paris, F.G. Levrault, 1834 (lire en ligne)
- Alphonse Rabbe, Claude Vieilh de Boisjolin, François Binet de Sainte-Preuve (publié sous la direction de), Biographie universelle et portative des contemporains, ou, Dictionnaire historique des hommes vivants et des hommes morts depuis 1788 jusqu'à nos jours qui se sont faits remarquer par leurs écrits, leurs actions, leurs talents, leurs vertus ou leurs crimes, t. 4, Paris, F.G. Levrault, 1836 (lire en ligne).
- Alphonse Rabbe, Claude Vieilh de Boisjolin, François Binet de Sainte-Preuve (publié sous la direction de), Biographie universelle et portative des contemporains, ou, Dictionnaire historique des hommes vivants et des hommes morts depuis 1788 jusqu'à nos jours qui se sont faits remarquer par leurs écrits, leurs actions, leurs talents, leurs vertus ou leurs crimes, t. 5, Paris, F.G. Levrault, 1836 (lire en ligne)
- Alphonse Rabbe, Claude Vieilh de Boisjolin, François Binet de Sainte-Preuve (publié sous la direction de), Biographie universelle et portative des contemporains, ou, Dictionnaire historique des hommes vivants et des hommes morts depuis 1788 jusqu'à nos jours qui se sont faits remarquer par leurs écrits, leurs actions, leurs talents, leurs vertus ou leurs crimes, t. 5-suppléments, Paris, F.G. Levrault, 1836 (lire en ligne)
- Notions de cosmographie.